# Томіура-Мару
Томіура-Мару (Tomiura Maru) — транспортне судно, яке під час Другої японо-китайської та Другої світової війн взяло участь у операціях японських збройних сил у Китаї та архіпелазі Бісмарка.

## Передвоєнна історія
Томіура-Мару спорудили в 1918 році на верфі Mitsubishi Jukogyo на замовлення компанії Mitsubishi Shoji.
З 1924-го новим власником стала Kinkai Yusen, а в 1939-му судно перейшло до компанії Nippon Yusen Kaisha.

## Японо-китайська війна
31 жовтня 1937-го на тлі Другої японо-китайської війни судно реквізували для потреб Імперської армії Японії, а 29 березня 1938-го його повернули власнику. Втім, вже 9 липня 1938-го Томіура-Мару повторно реквізували.
13 листопада Томіура-Мару та ще 6 суден вийшли з порта Самах на острові Хайнань, маючи на борту військовослужбовців 5-ї дивізії та інших частин. Вранці 15 листопада вони успішно здійснили висадку десанту на узбережжі Гуансі в районі Пахой (наразі Бейхай). Просуваючись на північ, японські війська вже 24 листопада захопили Наньнін.
11 грудня 1940-го судно повернули власникам.

## Рейс до Рабаулу
5 грудня Томіура-Мару вчергове реквізувала Імперська армія.
13 грудня 1942-го судно вийшло з японського порту Саєкі у складі конвою «H» — одного з багатьох, проведення яких здійснювалось в межах операції «Військові перевезення №8» (No. 8 Military Movement, 8-Go Enshu Yuso). Метою цих транспортних перевезень було постачання головної передової бази в Рабаулі (острів Нова Британія у архіпелазі Бісмарка), з якої провадились операції на Соломонових островах та сході Нової Гвінеї.
Невдовзі після прибуття конвою до Рабаула, 30 грудня 1942-го, сім бомбардувальників B-17 «Літаюча фортеця» атакували гавань та потопили Томіура-Мару.